# Shaun Benson
Shaun Benson, né le 16 janvier 1976 à Guelph, Ontario est un acteur canadien.

## Biographie
Il a tenu  le rôle du Dr. Steven Lars Webber dans la série Hôpital central entre 2004 et 2005.

## Filmographie

### Cinéma
- 2002 : K-19 : Le Piège des profondeurs : Leonid Pashinski
- 2012 : Populaire de Régis Roinsard : Bob Taylor
- 2013 : Le Beau Risque de Mark Penney : William
- 2016 : Escapade fatale (Edge of winter) de Rob Connolly : Ted
- 2016 : ARQ : Sonny
- 2018 : I Still See You de Scott Speer : Robert Calder
- 2019 : Code 8 de Jeff Chan : Dixon
- 2020 : Fatman de Eshom Nelms et Ian Nelms : Lex

### Télévision

#### Séries télévisées
- 2002 : En quête de justice : Patrick Heller
- 2006 : Cold Case : affaires classées : Truck Sugar
- 2010 : Les Vies rêvées d'Erica Strange : Will Appleyard
- 2011 : Against The Wall : Mike Fletcher
- 2011 : Flashpoint : Geoff Daikin
- 2012 : The Listener : Jack Newman
- 2012 : Les Mystères de Haven : Robert Taylor
- 2013 : Played, les infiltrés : Charlie Mulcair
- 2013 : Cracked : Damian Tremblay
- 2013 : Heartland : Adrian Gilson
- 2016 : The Girlfriend Experience : Ryan
- 2016 : Channel Zero : Gary Yolen
- 2016 : Gangland Undercover : Crowbar
- 2019 : The Boys : Ezekiel
- 2020 : Tiny Pretty Things : Topher Brooks
- 2022 : Billy the Kid: Riley

#### Téléfilms
- 2009 : La Vallée des tempêtes (Tornado Valley) de Andrew C. Erin : Bobby
- 2010 : Le Mariage de ma meilleure amie (Wedding for One) de Gary Yates : Jeff Doyle
- 2011 : Stay With Me de Tim Southam : Davis Sakeris
- 2013 : OutsideIN de Laura Nordin : Frankie
- 2015 : Les Prisonnières (Kept Woman) de Michel Poulette : Simon
- 2018 : Un si charmant docteur (Second Opinion) de Caroline Labrèche : Dr Mark Laurie
- 2021 : La folie d’une mère : l’histoire vraie de Debora Green (A House on Fire) de Shamim Sarif : Mike Farrar

### Équipe technique
- 2012 : The Conspiracy : Photographe de plateau